# ホスホフルクトキナーゼ2
ホスホフルクトキナーゼ2（phosphofructokinase 2、6-ホスホフルクト-2-キナーゼ（6-phosphofructo-2-kinase）、略称: PFK-2）またはフルクトースビスホスファターゼ2（fructose bisphosphatase 2、フルクトース-2,6-ビスホスファターゼ（fructose 2,6-bisphosphatase）略称: FBPase-2）は、細胞内の解糖系と糖新生の割合の調節を間接的に担う酵素である。この酵素は、フルクトース-6-リン酸からのフルクトース-2,6-ビスリン酸（Fru-2,6-P2）の形成と分解を触媒する。Fru-2,6-P2は解糖系経路のホスホフルクトキナーゼ1（PFK-1）を活性化して解糖系の律速段階に寄与し、また糖新生経路のフルクトース-1,6-ビスホスファターゼ1を阻害する。Fru-2,6-P2は解糖系と糖新生に対して異なる調節を行うため、これら逆方向の経路の切り替えにおける重要なシグナルとして作用する。PFK-2はホルモンシグナルに応答してFru-2,6-P2を産生するため、代謝は生体の解糖系の需要と協調した形で、より敏感かつ効率的に制御されるようになる。この酵素はフルクトースとマンノースの代謝に関与する。この酵素は肝臓での炭水化物代謝の調節に重要であり、肝臓、腎臓、心臓に最も多く存在する。哺乳類では、いくつかの遺伝子が異なるアイソザイムをコードしており、それぞれ組織分布と酵素の特性が異なる。ここに記載されている酵素ファミリーはATP駆動型のホスホフルクトキナーゼとの類似点が存在し、両者は配列類似性はとんどないものの、フルクトース-6-リン酸との相互作用に重要ないくつかの残基は共通しているようである。
PKF-2は二機能性酵素（bifunctional enzyme）として知られており、双方の活性は同じポリペプチドによって触媒されるが、2つのドメインがそれぞれ独立して機能する酵素として作用する、一方の端（N末端）がキナーゼドメイン（PFK-2）、もう一方の端（C末端）がホスファターゼドメイン（FBPase-2）として作用する。
哺乳類では、組織特異的な需要に応えるため、PFK-2のさまざまなアイソザイムがコードされている。これらは一般的な機能は同一であるが、酵素の性質にはわずかな差異が存在し、異なる調節によって制御されている。

## 構造
この二機能性酵素の単量体は、2つの機能的ドメインへと明確に分割される。キナーゼドメインはN末端側に位置し、5本の平行ストランドと末端の1本の逆平行エッジストランドからなるβシートが7本のαヘリックスに囲まれた構造をしている。最初のβストランドのC末端側にはヌクレオチド結合フォールドが位置している。キナーゼドメインは、アデニル酸シクラーゼなどのモノヌクレオチド結合タンパク質スーパーファミリーと密接な関係にあるようである。
一方、ホスファターゼドメインはC末端側に位置する。このドメインはホスホグリセリン酸ムターゼや酸性ホスファターゼなどのタンパク質ファミリーと類似している。このドメインは中心部に6本のストランドからなるβシートを持つα/β混合型構造で、加えてαヘリカルサブドメインが活性部位を覆っている。最後に、N末端領域がキナーゼ活性とホスファターゼ活性を調節し、酵素の二量体を安定化している。
中心部の触媒コアは全てのPFK-2で保存されているが、アイソフォーム間にはアミノ酸配列の差異や選択的スプライシングによるわずかな構造的多様性が存在する。一部の例外を除いて、PFK-2の典型的なサイズは約55 kDaである。
この酵素の独特な二機能構造は、原始的細菌のPFK-1とムターゼ/ホスファターゼとの遺伝子融合によって生じたものであると考えられている。

## 機能
この酵素の主な機能は、細胞や生体の解糖系の需要に応じてアロステリック調節因子Fru-2,6-P2を合成または分解することである。

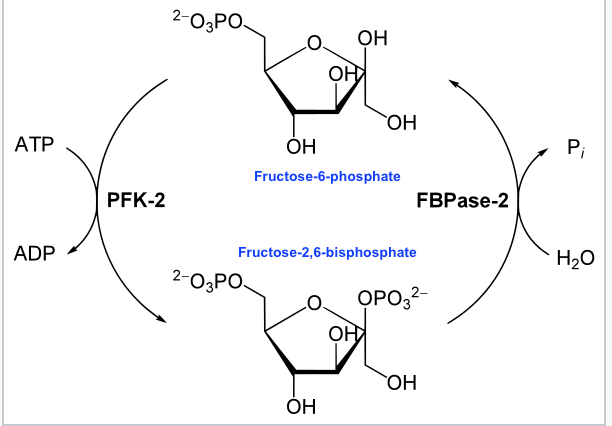
PFK-2とFBPase-2による反応

酵素学的には、6-ホスホフルクト-2-キナーゼ（EC 2.7.1.105）は次の化学反応を触媒する酵素である。
ATP + β-D-フルクトース-6-リン酸 {\displaystyle \rightleftharpoons } ADP + β-D-フルクトース-2,6-ビスリン酸
すなわち、キナーゼドメインはATPを加水分解してフルクトース-6-リン酸の2位の炭素をリン酸化し、Fru-2,6-P2とADPを生成する。反応時にはリン酸化ヒスチジン中間体が形成される。
また、フルクトース-2,6-ビスリン酸 2-ホスファターゼ（EC 3.1.3.46）ドメインは、Fru-2,6-P2に水を付加して脱リン酸化する。この反応は次の式で表される。 
β-D-フルクトース-2,6-ビスリン酸 + H2O {\displaystyle \rightleftharpoons }  D-フルクトース-6-リン酸 + リン酸
この酵素は2つの機能を持つため、複数のファミリーに分類される。キナーゼ反応に基づく分類では、この酵素は転移酵素のファミリー、具体的にはアルコール基を受容体としてリン含有官能基を転移する酵素（ホスホトランスフェラーゼ）に分類される。一方、ホスファターゼ反応は加水分解酵素のファミリーに特徴的なものであり、具体的にはリン酸モノエステル結合に作用するものに分類される。

## 調節
PFK-2のほとんどのアイソフォームは、ホルモンシグナルによってリン酸化/脱リン酸化による共有結合修飾が行われる。特定残基のリン酸化は、キナーゼドメインまたはホスファターゼドメインの機能のいずれかを安定化するような変化を促進する場合がある。この調節は、Fru-2,6-P2が合成されるか分解されるかを制御するシグナルとなる。
さらに、PFK-2はPFK-1の調節と非常に類似したアロステリック調節が行われる。高レベルのAMPやリン酸基の存在はエネルギー状態が低いことを意味し、そのためPFK2が刺激される。一方、高濃度のホスホエノールピルビン酸 (PEP) やクエン酸の存在は生合成前駆体の濃度が高いことを意味し、PFK-2は抑制される。PFK-1とは異なり、PFK-2はATP濃度の影響は受けない。

## アイソザイム
アイソザイムとは、同じ反応を触媒する酵素であるものの、異なるアミノ酸配列でコードされているものであり、そのためタンパク質の特性には差異が存在する。ヒトでは、PFKFB1、PFKFB2、PFKFB3、PFKFB4の4つの遺伝子がPFK-2をコードしている。
これまで哺乳類で複数のアイソザイムが報告されているが、それらの差異は異なる遺伝子の転写や選択的スプライシングによるものである。PFK-2/FBPase-2反応を触媒する構造的コアはアイソザイム間で高度に保存されている一方で、アイソザイム間の差異はコアのN末端側やC末端側に隣接する多様な配列によるものである。こうした領域にはリン酸化部位の存在や、アミノ酸組成や長さの差異がみられることが多く、酵素の速度論や特性を異なるものにしている。各アイソザイムは主な発現組織、プロテインキナーゼによる調節に対する応答、キナーゼ/ホスファターゼドメインの活性の比率が異なる。ある組織に複数のタイプのアイソザイムが存在することもあるが、下ではアイソザイムを主な発現組織と発見された組織によって分類している。

### PFKFB1: 肝臓、筋肉、胎児型
PFKFB1はX染色体に位置し、最もよく研究されている肝臓型の酵素をコードする遺伝子である。PFKFB1からは、異なるプロモーターによってL型、M型、F型のPFK-2が産生され、これら3つの組織特異的バリアントは異なる調節を受ける。
- L型: 肝臓型
  - インスリンは肝臓のPFK-2の機能を活性化し、解糖系で利用可能な血中グルコースが豊富に存在することを示す。インスリンはPFK-2を脱リン酸化するプロテインホスファターゼを活性化し、PFK-2活性を優位にする。その結果、PFK-2によるFru-2,6-P2の産生が増加する。この反応産物はPFK-1をアロステリックに活性化するため、解糖系を活性化し糖新生を阻害することとなる[29]。
  - 反対に、グルカゴンはFBPase-2活性を増加させる。血糖値が低い場合には、グルカゴンはcAMPシグナル伝達カスケードを開始し、そしてプロテインキナーゼA（PKA）がN末端付近のセリン32番残基をリン酸化する。これによって二機能酵素のキナーゼ作用が不活性化され、ホスファターゼ活性が安定化される。そのため、グルカゴンはFru-2,6-P2の濃度を低下させ、解糖系の割合を低下させて解糖系経路を刺激する[30][31]。

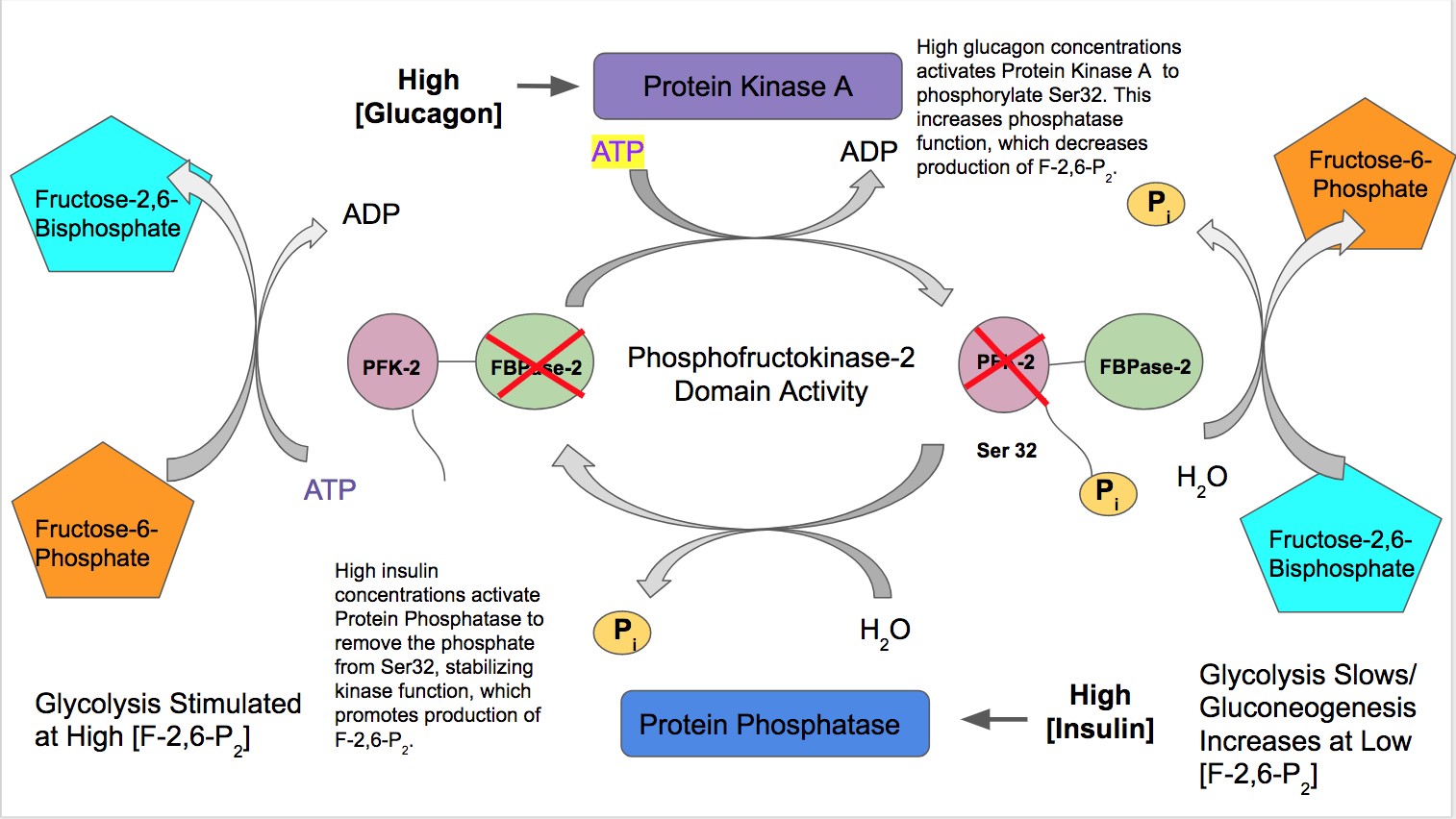
肝臓におけるPFK-2の調節: グルカゴンとインスリンの濃度によって、PFK-2のリン酸化状態を変化させる酵素が活性化される。どちらのドメインが安定化されるかによって、PFK-2はFru-2,6-P_{2}を合成するか分解するかが決定され、解糖系の割合に影響が生じる。

- M型: 骨格筋型、F型: 線維芽細胞型、胎児組織型[32]
  - 他のPFK-2とは異なり、骨格筋と胎児組織のPFK-2はフルクトース-6-リン酸の濃度によってのみ調節される。これらのPFK-2の最初のエクソンには、リン酸化/脱リン酸化による機能変化を引き起こすために必要な調節部位が存在しない。高濃度のフルクトース-6-リン酸はキナーゼ機能を活性化して解糖系の割合を増加させる一方、低濃度の場合にはホスファターゼ作用を安定化する[27]。

### PFKFB2: 心臓型（H型）
PFKFB2遺伝子は1番染色体に位置する。多量のアドレナリンまたはインスリンが血液循環している際には、PKA経路が活性化されてC末端に位置するSer466とSer483のいずれかがリン酸化される。代わりに、プロテインキナーゼBがこれらFBPase-2ドメインに位置する調節部位をリン酸化する場合もある。これらのセリン残基がリン酸化されると、FBPase-2機能は不活性化され、PFK-2活性が安定化される。

### PFKFB3: 脳、胎盤、誘導型
PFKFB3遺伝子は10番染色体に位置し、誘導型と遍在型の2つの主要なアイソフォームが転写される。これらはC末端のエクソン15の選択的スプライシングが異なる。しかしながら、どちらもグルカゴンがcAMP経路を活性化し、PKA、プロテインキナーゼCまたはAMP活性化プロテインキナーゼによってC末端のSer461の調節部位がリン酸化され、PFK-2のキナーゼ機能が安定化される点は類似している。さらに、この遺伝子から転写されるどちらのアイソフォームもキナーゼ活性が高く優勢であり、キナーゼ/ホスファターゼ活性比は700である（肝臓、心臓、精巣型アイソザイムはそれぞれ1.5、80、4）。そのため、PFKFB3は常に多量のFru-2,6-P2を産生し、解糖系を高く維持する。
- I型: 誘導型（inducible）
  - このアイソフォームの名称は、低酸素ストレスに応答して発現が上昇することに由来し、酸素の不足によって誘導される。このタイプは急速に増殖している細胞、特に腫瘍細胞で高度に発現している[40]。
- U型: 遍在型（ubiquitous）[41] 、または胎盤型[42]、脳型[43][44]
  - 胎盤、膵島β細胞、脳組織から個別に発見されたが、これらは同一のアイソフォームであるようである[21]。これらの組織は機能するために多くのエネルギーを必要とし、PFKFB3の高いキナーゼ/ホスファターゼ活性比が有利に働いていると考えられる[38][45]。
  - 脳型アイソフォームはN末端・C末端領域が特に長く、典型的なPFK-2の約2倍の約110 kDaである[46]。

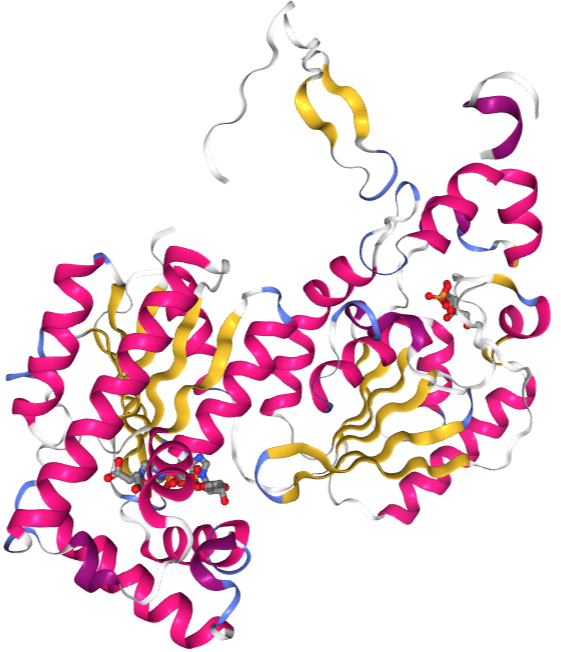
ヒトの誘導型アイソフォーム、i-PFKFB3

### PFKFB4: 精巣型（T型）
PFKFB4遺伝子は3番染色体に位置し、ヒトの精巣組織でPFK-2を発現する。PFKFB4にコードされるPFK-2のサイズは約54 kDaと肝臓型酵素と同程度であり、そして筋組織型の酵素と同様にプロテインキナーゼによるリン酸化部位は存在しない。このアイソフォームの調節機構に関する研究は比較的少ないが、発生中の精巣組織では5'側隣接領域での複数の転写因子による調節によってPFK-2の量が調節されていることが確認されている。このアイソフォームは、前立腺がん細胞の生存のために過剰発現していることが示唆されている。

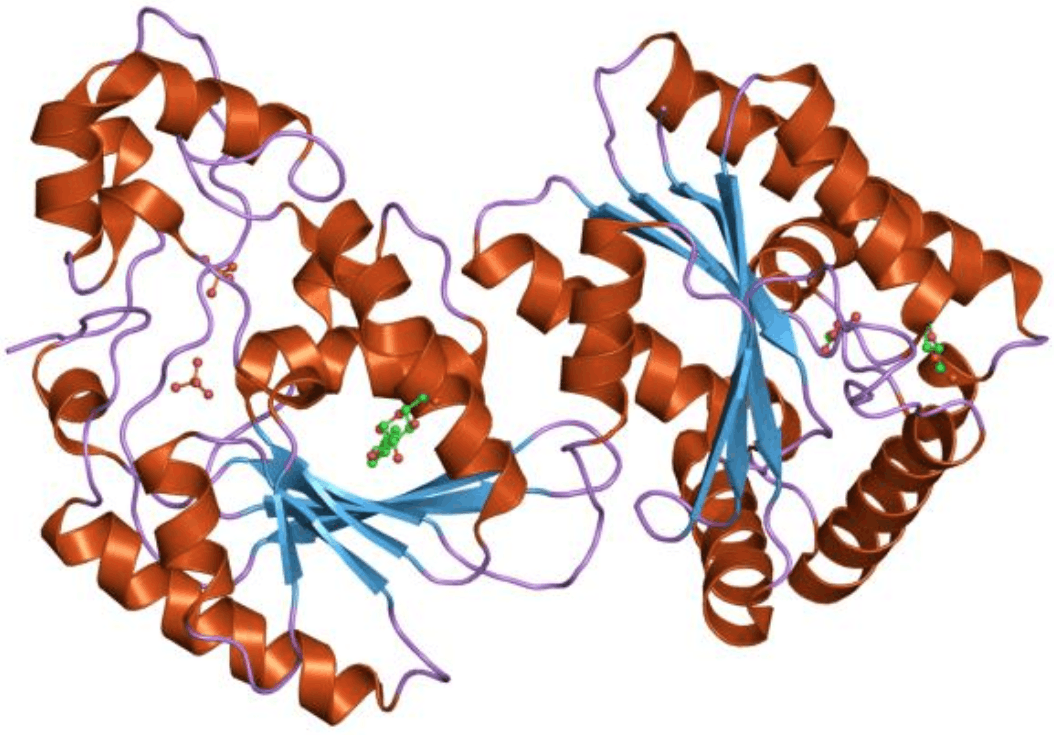
精巣6-ホスホフルクト-2-キナーゼの構造

## 臨床的意義
この酵素ファミリーは解糖系と糖新生の割合を維持するため、特に糖尿病やがん細胞における代謝制御による治療効果が期待される。酸素の制限によって、PFK-2の遺伝子全て（PFKFB3が最も劇的である）が活性化されることが示されている。PFK-2/FBPase-2活性の制御は、心臓の機能、特に虚血に対する機能や低酸素に対する制御と関係している。こうしたPFK-2遺伝子の応答特性は、強い進化的な生理適応である可能性があると考えられている。一方で、多くのヒトのがん細胞（白血病、肺がん、乳がん、結腸がん、膵臓がん、卵巣がんなど）ではPFKFB3やPFKFB4が過剰発現しており、この代謝の変化はワールブルク効果に関与している可能性が高い。
また、PFK-2/FBPase-2タンパク質をコードするPFKFB2遺伝子は、統合失調症の素因と関連づけられている。

## 関連文献
- Van Schaftingen E, Hers HG (1981). "Phosphofructokinase 2: the enzyme that forms fructose 2,6-bisphosphate from fructose 6-phosphate and ATP". Biochem. Biophys. Res. Commun. 101 (3): 1078–84. doi:10.1016/0006-291X(81)91859-3. PMID 6458291。